# Daniel Carroll
Daniel Carroll (ur. 22 lipca 1730, zm. 7 maja 1796) – amerykański polityk, jeden z ojców-założycieli Stanów Zjednoczonych.
W latach 1781–1783 był delegatem stanu Maryland w Kongresie Kontynentalnym. Jako reprezentant stanu Maryland 1 marca 1781 roku ratyfikował artykuły konfederacji i wieczystej unii, dzięki czemu tego dnia weszły one w życie. Brał również czynny udział w Konwencji Konstytucyjnej w Filadelfii w 1787 roku, gdy uzgadniano treść Konstytucji Stanów Zjednoczonych, której był sygnatariuszem. Jest jedną z zaledwie czterech osób, obok Rogera Shermana, Roberta Morrisa i Johna Dickinsona, które złożyły swój podpis zarówno na artykułach konfederacji i wieczystej unii, jak i na konstytucji.
W latach 1789–1791 podczas pierwszej kadencji Kongresu Stanów Zjednoczonych był przedstawicielem szóstego okręgu wyborczego w stanie Maryland w Izbie Reprezentantów Stanów Zjednoczonych.
Później został wyznaczony przez prezydenta George’a Washingtona do wyznaczenia granic Dystryktu Kolumbii.
Daniel Carroll pochodził z wpływowej i prominentnej rodziny. Jego kuzyn Charles Carroll z Carrollton był sygnatariuszem Deklaracji Niepodległości Stanów Zjednoczonych. Jego inny kuzyn, Charles Carroll “Barrister”, był delegatem stanu Maryland w Kongresie Kontynentalnym. Z kolei jego starszy brat, John Carroll był pierwszym biskupem kościoła rzymskokatolickiego w Stanach Zjednoczonych, a jego siostrzeniec, Richard Brent, był członkiem Izby Reprezentantów Stanów Zjednoczonych oraz Senatu Stanów Zjednoczonych z Wirginii.